# Уэдраого, Юссуф
Юссуф Уэдраого (фр. Youssouf Ouédraogo; 25 декабря 1952, провинция Бам, Республика Верхняя Вольта — 18 ноября 2017, Абиджан, Кот-д’Ивуар) — политический и государственный деятель, премьер-министр Буркина-Фасо (16 июня 1992 — 22 марта 1994), дипломат, министр министр иностранных дел Буркина-Фасо (январь 1999 — июнь 2007). Член партии Конгресс за демократию и прогресс (Буркина-Фасо).

## Биография
Окончил Университет Бургундии. При президенте Тома Санкара занимал пост министра планирования и развития (1984—1987). Вскоре после убийства Санкары в октябре 1987 года стал министром планирования и кооперации в правительстве Блеза Компаоре. Ушёл в отставку 25 апреля 1989 года, после чего возглавил Совет по экономическим и социальным вопросам Буркина-Фасо.
Председатель Социально-экономического совета (1989—1992). По результатам выборов 1992 года был избран в Национальную ассамблею Буркина-Фасо как депутата от провинции Бам.
16 июня 1992 года Блез Компаоре назначил его на пост премьер-министра. Продвигал реформы, благоприятные для частного сектора. Вступил в переговоры с МВФ и Всемирным банком, чтобы достичь договоренностей о структурной перестройке экономики страны.
В январе 1994 года произошла серьёзная девальвация франка, что привело к отставке всего правительства. После этого Юссуф Уэдраого был назначен на пост посла Буркина-Фасо в Бельгии, Нидерландах, Великобритании, Люксембурге и Евросоюзе.
В январе 1999 — июне 2007 года работал министром иностранных дел страны.
В 2007 году вновь был избран в Национальную ассамблею Буркина-Фасо. В 2007—2017 годах — специальный представитель при Африканском банке развития.

## Награды
- Серебряный Орден Факела Революции (1985)
- Великий офицер Национального ордена Буркина-Фасо (1994)
- Орден Короны (Бельгия) (2005)